# Scaphium scaphigerum
Scaphium scaphigerum är en malvaväxtart som först beskrevs av Nathaniel Wallich och George Don jr, och fick sitt nu gällande namn av Guibourt och Planch.. Scaphium scaphigerum ingår i släktet Scaphium och familjen malvaväxter. Inga underarter finns listade i Catalogue of Life.